# Lukas Mähr
Lukas Mähr, née le 23 avril 1990 à Brégence, est une skipper autrichien.

## Palmarès
Dans la classe 470, il s'associe à David Bargehr en 2010, avec qui il a notamment remporté la médaille de bronze aux Championnats du monde de voile 2017 à Thessalonique, en Grèce.
À partir de 2021, il est le coéquipier de Lara Vadlau pour former un équipage mixte ; en 2022, la paire autrichienne atteint la 8e place aux Championnats du monde à Haïfa, la 4e place à La Haye en 2023 et la dixième place à Palma de Majorque en 2024.
Avec Vadlau, il est qualifié pour participer aux Jeux olympiques d'été de 2024 à Paris sur la base de son classement aux Championnats du monde de voile de 2023, où le duo était arrivé premier dans la classe mixte 470 avant la course aux médailles finale. Lors de l'épreuve, ils obtiennent le titre après la medal race ; avec Lara Vadlau, il aest choisi comme porte-drapeau autrichien pour la cérémonie de clôture.